# Walter F. Fichelscher
Walter F. Fichelscher (* 25. Dezember 1896; † 28. August 1985) war ein deutscher Drehbuchautor, Regisseur und Dramaturg.

## Leben
Fichelscher hatte die Reichersche Schauspielschule besucht und anschließend, von 1920 bis 1922, als Regisseur und Dramaturg am Potsdamer Stadttheater gearbeitet. Zu dieser Zeit knüpfte er bereits seinen ersten Kontakt zum Film, als er 1921 Regieassistent bei Ernst Lubitschs Die Bergkatze war. Anschließend ging Fichelscher an Berliner Bühnen, wo er seine inszenatorische und dramaturgische Tätigkeit an der Tribüne, der Volksbühne, dem Großen Schauspielhaus und dem Lessing-Theater fortsetzte.
1934 kehrte Walter Fichelscher zum Film zurück und wurde von der Produktionsfirma Tobis-Tonbild-Syndikat bis Kriegsende 1945 als Dramaturg eingestellt. In dieser Zeit entstanden auch zwei Drehbücher aus seiner Hand, so auch das zu der beliebten Hans-Moser-Komödie „Das Ekel“ (1939). Dort übernahm Fichelscher auch die Herstellungsleitung. Erst nach dem Krieg widmete sich der in Berlin-Wilmersdorf ansässige Fichelscher verstärkt der Drehbucharbeit, beginnend mit einem zum Jahresbeginn 1951 eingereichten Drehbuchentwurf für die geplante DEFA-Produktion „Schatten (Der Spitzel)“, die jedoch nie in Produktion ging. Fichelscher beteiligte sich stattdessen an Manuskripten zu im damaligen bundesdeutschen Film gängigen Genres: Dramen und Melodramen, Heimatfilme und Lustspiele.
Fichelscher hat auch für das (Musik-)Theater geschrieben, so beispielsweise das musikalische Lustspiel „Drei Paar Schuhe“. Außerdem pflegte er einen regen Briefverkehr mit Künstlern wie Ferdinand Gregori und Karl Christian Müller.

## Filmografie
als Drehbuchautor (komplett)
- 1934: Alles hört auf mein Kommando
- 1939: Das Ekel (auch Herstellungsleitung)
- 1951: Es geht nicht ohne Gisela
- 1952: Der Fürst von Pappenheim
- 1953: Das tanzende Herz
- 1953: Vati macht Dummheiten
- 1954: Die tolle Lola
- 1954: Die sieben Kleider der Katrin
- 1954: Phantom des großen Zeltes
- 1955: Oberwachtmeister Borck
- 1956: Der Adler vom Velsatal
- 1959: Lockvogel der Nacht
- 1959: Morgen wirst du um mich weinen